# The Narrow Road
The Narrow Road er en amerikansk stumfilm fra 1912 af D. W. Griffith.

## Medvirkende
- Elmer Booth som Jim Holcomb
- Mary Pickford som Mrs. Jim Holcomb
- Charles Hill Mailes
- Alfred Paget
- Charles Gorman